# 찰스 둘리틀 월컷

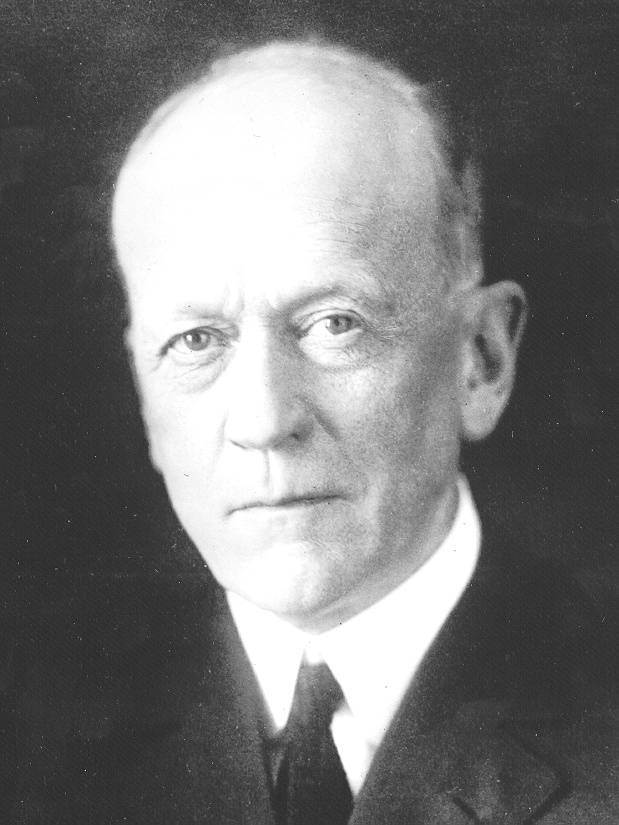

찰스 두리틀 월컷(Charles Doolittle Walcott, 1850년 3월 31일 - 1927년 2월 9일)은 미국의 무척추동물 고생물학자였다. 최근에는 1909년에 캐나다 브리티시 컬럼비아 주의 버제스 셰일(Burgess shale) 지층에서 잘 보존된 캄브리아기의 화석 군을 발견한 것으로도 잘 알려져 있다.

## 초기의 경력
월컷은 1850년 뉴욕주 북부의 오나이다에서 태어났다. 아버지와는 젊은 시절에 사별했다. 대학에서 박물학에 관심을 갖고, 화석 외에 곤충 채집 같은 것도 했다. 그러나 19살 때 대학을 중퇴했고, 철물점에서 2년간 일했다.
21살 때, 일 때문에 인디애나 폴리스를 떠났고, 그곳의 탄전에서 일하는 지질학자와 만남한 것이 그가 일생을 지질학에 돌린 계기였다. 이를 계기로 그는 오르도비스기의 석회암의 조사와 화석을 채집, 연구를 시작했다.

## 찰스 두리틀 월컷 상
찰스 두리틀 월컷 상 (Charles Doolittle Walcott Medal)은 전(前) 캄브리아기와 캄브리아기의 고생물학 분야의 뛰어난 업적에 대해서 수여되고 있다.

### 수상자
- 1934년: David L. White
- 1939년: A. H. Westergaard
- 1947년: Alexander G. Vologdin
- 1952년: Franco Rasetti
- 1957년: Pierre Hupe
- 1962년: Armin A. Opik
- 1967년: Allison R. Palmer
- 1972년: Elso S. Barghoorn
- 1977년: Preston Cloud
- 1982년: Martin F. Glaessner
- 1987년: Andrew H. Knoll and Simon C. Morris
- 1992년: Stefan Bengtson
- 1997년: Mikhail A. Fedonkin
- 2002년: Hans J. Hofmann
- 2007년: John P. Grotzinger

## 같이 보기
- 라이트 형제